# Lövnäsbadet

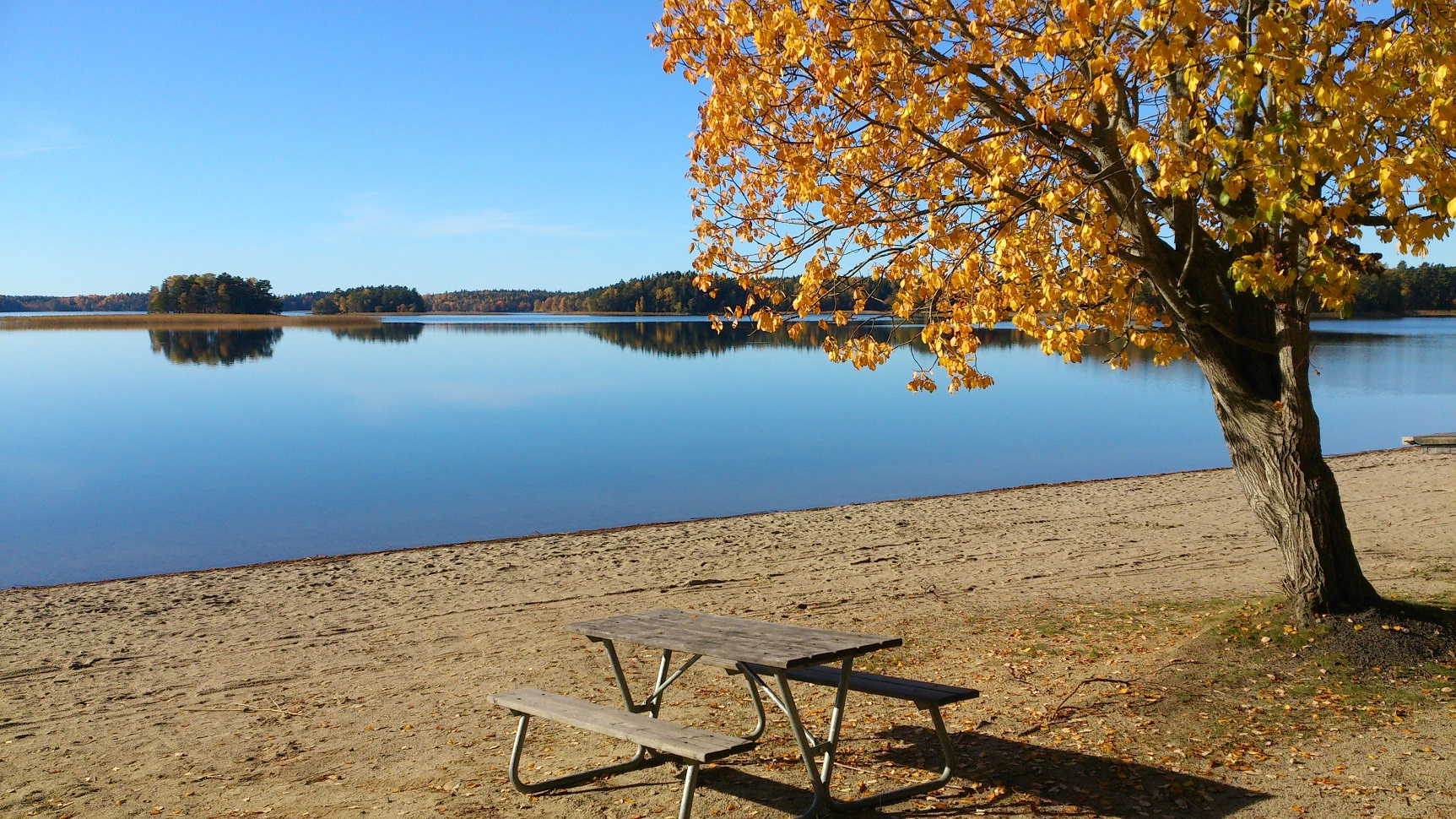
Sjön Yngern med Lövnäsbadet, oktober 2013.

Lövnäsbadet ligger i södra delen av Nykvarns kommun ca 18 km väster om Södertälje, på sjön Yngerns östra strand. Marken ägs av Södertälje kommun och badet drivs av kommunen. Södra delen av stranden är skyltad som "nakenbad" och det är ett av få officiella kommunala nakenbad i Stockholmstrakten.

## Badplatsen
Den fina sandstranden som sträcker sig längs sjön är barnvänlig. Stranden har länge varit avdelad i två delar, ett textilbad och ett nakenbad. Gångvägen grenar sig kort före stranden till de två delarna som också har separata badbryggor. Stranden ligger på förmiddagen i skugga av höga träd. Det finns soptunnor och toaletter. 
Badet ligger söder om Nykvarn, strax norr om Bommersvik och nordväst om Järna. Det är ca 150 meter från parkeringen till stranden. Med buss är det ca 5 minuters promenad till badet.
Den vackra sjön Yngern nämns ofta som en av Sveriges renaste sjöar. Badvattnets kvalitet kontrolleras under badsäsongen och publiceras på Havs- och vattenmyndighetens hemsida.